# Parectecephala brevis
Parectecephala brevis är en tvåvingeart som först beskrevs av Becker 1916.  Parectecephala brevis ingår i släktet Parectecephala och familjen fritflugor. Inga underarter finns listade i Catalogue of Life.